# Флоріцоая-Ноуе
Флоріцоая-Ноуе (рум. Florițoaia Nouă) — село в Унгенському районі Молдови. Входить до складу комуни, адміністративним центром якої є село Флоріцоая-Веке.

## Населення
За даними перепису населення 2004 року у селі проживали 435 осіб.
Національний склад населення села:
| Національність   | Кількість осіб | Відсоток   |
| ---------------- | -------------- | ---------- |
| молдавани румуни | 391 3          | 89,9% 0,7% |
| українці         | 40             | 9,2%       |
| росіяни          | 1              | 0,2%       |
| Всього           | 435            | 100%       |